# Vista Hermosa, Tezonapa
Vista Hermosa är en ort i Mexiko.   Den ligger i kommunen Tezonapa och delstaten Veracruz, i den sydöstra delen av landet, 260 km öster om huvudstaden Mexico City. Vista Hermosa ligger 332 meter över havet och antalet invånare är 347.
Terrängen runt Vista Hermosa är kuperad österut, men västerut är den bergig. Runt Vista Hermosa är det ganska tätbefolkat, med 56 invånare per kvadratkilometer. Närmaste större samhälle är Cosolapa, 18,7 km öster om Vista Hermosa. I omgivningarna runt Vista Hermosa växer huvudsakligen savannskog.